# Drapeau du Missouri
 (septembre 2024).
Le drapeau du Missouri est le drapeau officiel de l'État américain du Missouri. Il a été conçu à Jackson par Marie Elizabeth Watkins Oliver (1885-1959), épouse du sénateur du Missouri R. B. Oliver. Ce drapeau, adopté en 1913, est resté inchangé depuis.
Le drapeau se compose de trois bandes horizontales rouge, blanc et bleu. Ces couleurs représentent les valeurs de pureté, de vigilance et de justice. Ces couleurs rappellent également l'appartenance historique du Missouri au territoire de Louisiane, acheté de la France en 1805. Au centre de la bande blanche se trouve le sceau du Missouri, entouré de 24 étoiles sur fond bleu, symbolisant l'admission du Missouri en tant que 24e État des États-Unis.

## Conception
Le drapeau original a été peint sur papier par l'artiste Mary Kochtitzky, du Cap-Girardeau, et un ami de Marie Oliver. En 1908, le drapeau a été apporté pour être vu au Capitole d'État de Jefferson.
L'époux de Marie Oliver, le sénateur R. B. Oliver, a rédigé une note pour que le drapeau d'Oliver soit le drapeau officiel du Missouri et l'envoya à son neveu, le sénateur Arthur L. Oliver, qui présenta cette note au Sénat le 17 mars 1909. La proposition est acceptée devant le Sénat, mais pas devant l'Assemblée générale. L'Assemblée générale considérait la conception tirée d'un autre drapeau créé par G. H. Holcomb, connu sous le nom de « Holcomb Flag ». Le vote sur le drapeau a été suspendu, et à ce moment-là que le Capitole brûla en 1911, détruisant ainsi le drapeau original fait de papier par Marie Elizabeth Watkins Oliver, qui avait peint le premier drapeau qui était hors d'usage, ainsi Oliver et Mme S. D. MacFarland ont travaillé ensemble afin de reproduire le dessin modèle sur un deuxième drapeau fait de soie.
Le 21 janvier 1913, le drapeau a été présenté à la chambre des représentants. L'association des Filles de la révolution américaine du Missouri et les Colonial Dames ont approuvé et soutenu le drapeau et ont invité leurs législateurs à voter en faveur du drapeau. Le 7 mars de cette même année le « oui » l'emporte et la loi a été rapidement signée par le sénat, qui ensuite l'a envoyée au gouverneur. Le gouverneur Elliott Woolfolk signe la loi. Ainsi le 22 mars 1913 le drapeau de Marie Elizabeth Watkins Oliver devient le drapeau officiel de l'État du Missouri.